# Trnovec (gmina Kočevje)
Trnovec – wieś w Słowenii, w gminie Kočevje. W 2018 roku liczyła 2 mieszkańców.